# چنگ پی-پی
چنگ پی-پی (انگلیسی: Cheng Pei-pei؛ ۶ ژانویهٔ ۱۹۴۶ – ۱۷ ژوئیهٔ ۲۰۲۴) بازیگر اهل جمهوری خلق چین بود. از وی عمدتاً به‌ عنوان اولین قهرمان زن ژانر اکشن در سینما یاد می‌شود و به همین دلیل، لقب ملکه هنرهای رزمی را به او داده‌اند.
از فیلم‌ها یا برنامه‌های تلویزیونی که وی در آنها نقش داشته است، می‌توان به پرستوی طلایی، ببر خیزان، اژدهای پنهان، بیا و با من پیکی بزن، آن‌ها منتظرند، پارک مدیتیشن، موزون، مبارزان خیابانی: افسانه چون-لی و مولان اشاره کرد.